# Satz von Kurepa
Der  Satz von Kurepa (englisch Theorem of Kurepa) ist ein mathematischer Lehrsatz aus dem Teilgebiet der Mengenlehre. Er geht zurück auf den jugoslawischen Mathematiker Đuro Kurepa.
Der Satz beinhaltet eine logisch äquivalente Formulierung des Auswahlaxioms in der Sprache der  Ordnungstheorie.

## Formulierung des Satzes
Der Satz von Kurepa lässt sich wie folgt formulieren:
Das Auswahlaxiom ist logisch äquivalent mit der Bedingung, dass jedes der beiden folgenden Prinzipien ( {\displaystyle {V}}  ) und  {\displaystyle ({\overline {K}})}   Gültigkeit hat:
 {\displaystyle (V)}    : Auf jeder Menge   {\displaystyle X}   existiert eine  lineare Ordnung   {\displaystyle \leq }.
 {\displaystyle ({\overline {K}})}  : Jede Antikette einer jeden teilweise geordneten Menge {\displaystyle (X,\leq )}  ist in einer bezüglich {\displaystyle \subseteq } maximalen Antikette enthalten.
In formelhafter Kurzdarstellung lässt sich der Satz auch so angeben:
Auswahlaxiom   {\displaystyle \iff }    {\displaystyle ({V})\land ({\overline {K}})}